# 海盐公主 (南梁)
海盐公主（?—?），中国南北朝梁朝公主，梁简文帝萧纲第九女。母亲不详。名字不详。
海盐公主嫁给了张缵的儿子张希，张希字子颜，历任黄门侍郎，他母亲是海盐公主的姑姑富阳公主。其妹张氏嫁给了梁明帝蕭巋（海盐公主大伯父萧统的孙子）。

## 传记资料
- 《梁书·列传第二十八》